# Bridget Riley
Pour les articles homonymes, voir Riley.
Bridget Riley, née le 24 avril 1931 à Londres, en Angleterre, dans le quartier de Norwood, est une artiste peintre britannique . Son œuvre, basée sur des formes géométriques et des effets d'optique, s'inscrit dans le mouvement Op Art.

## Biographie
Née à Londres en 1931, Riley passe son enfance en Cornouailles et dans le Linconshire, sa famille s'y étant réfugiée pendant la Seconde Guerre mondiale. Elle a étudié l'art au Cheltenham Ladies' College puis au Goldsmith College (Londres) de 1950 à 1952 et au Royal College of Art de 1952 à 1955 avec notamment Peter Blake et Frank Auerbach. Elle quitte rapidement le College pour aider son père souffrant et passe par une dépression. Rétablie, elle cumule plusieurs travaux : professeur d'art, département artistique de l'agence de publicité J. Walter Thompson entre autres.
Elle commence par peindre des portraits dans un style impressionniste avant d'évoluer dans les années 1950, ([4]p. 44-52) vers des paysages proches du pointillisme, dans le style de Georges Seurat (dont elle analyse la méthode divisionniste), qui l'amènent rapidement à examiner les effets optiques, illusions d'optique. Elle subit également une forte influence de la part des œuvres de Victor Vasarely, dont les motifs noirs et blancs étaient utilisés depuis les années 1930. Le futurisme et Giacomo Balla sont enfin une inspiration plus tardive.
C'est de cette époque que datent ses œuvres en noir et blanc, d'une grande variété de formes géométriques et qui produisent une sensation de mouvement ou de couleur. Sa première exposition solo date de 1962, à Gallery One, la galerie de Victor Musgrave. L'exposition The Responsive Eye en 1965 à New York au Museum of Modern Art, et à laquelle elle prend part, avec Josef Albers, Victor Vasarely, Yaacov Agam et Richard Anuszkiewicz, attirera l'attention sur ce qui est devenu l'Op Art[4]. Éric de Chassey fait remarquer que Bridget Riley, après Continuum, abandonne toute pratique qui tendrait à la dématérialisation (qui va devenir l'une des principales voies de l'Op Art en particulier aux États-Unis) et retrouve des moyens pour constituer une image rectangulaire globale, plus ou moins stable (suivant les contrastes, la complexité de la composition, etc.).  Après le noir et blanc, la couleur revient à la fin des années 1960.
Dans les années 1970, après une grande rétrospective, elle voyage beaucoup, et étudie les hiéroglyphes colorés en Égypte, la couleur et les contrastes. Les lignes de couleurs deviennent chatoyantes, quand d'autres œuvres utilisent un schéma quadrillé. Les éléments diagonaux sont utilisés à partir de la fin des années 1980. Elle pratique la peinture murale à partir de 1998 (White Noise à la Kunsthalle de Berne : Composition with Circles 1, 5,5 m × 10m) ([4]p 153) et produit aussi des Wall Drawings (« dessins muraux ») déterminés par les caractères spécifiques des espaces pour lesquels ils sont créés. Elle a aussi pu réaliser une installation in situ de 46 m de haut pour la Citibank, à Londres, bâti par Norman Foster.

## Prix et distinctions
- Grand prix de la Biennale de Venise, 1968 ([4]p 60).
- Commandeur de l'Ordre de l'Empire britannique (CBE - 1972)[3]
- Membre de l'Ordre des compagnons d'honneur (CH - 1998)[4]
- Membre de l'Académie des arts de Berlin (2004)[5]

## Œuvres majeures
Toutes reproduites, hormis Continuum, dans [3].
- Continuum, 1963, peinture-environnement, œuvre détruite (Repr.4b p 61).
- Arrest 3 , 1965, émulsion sur toile, 175 × 192 cm, The Glasgow Museums and Art Galleries, Kelvingrove.
- Current, 1964, émulsion sur panneau, 148,2 × 148,2 cm, MOMA, NY.
- Deny I, 1966, émulsion sur toile, 217,2 × 217,2 cm, The Chase Manhattan Bank. NY.
- Breath, 1966, émulsion sur toile, 297,2 × 208,3 cm, Museum Boijmans Van Beuningen, Rotterdam.
- Cataract 3, 1967, émulsion sur toile, 223,5 × 222 cm, British Council Collection.
- Winter Palace, 1981, huile sur toile, 212,1 x183,5 cm, Leeds City Art Gallery, Leeds.
- Reflection I, 1994. huile sur toile, 165 × 228,4 cm, collection privée.
- Paired Colours, 2001. huile sur toile, 99 × 304 cm, collection de l'artiste.